# Hans Tikkanen

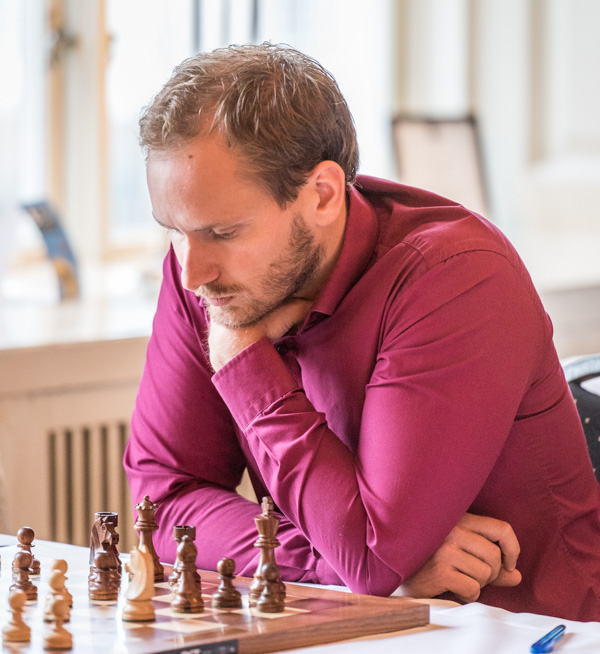
Hans Tikkanen (2016).

Hans Christian Tikkanen, född 6 februari 1985 i Karlstad, är en svensk stormästare i schack.
Tikkanen är femfaldig svensk mästare efter att ha vunnit SM i schack 2011 i Västerås, 2012 i Falun, 2013 i Örebro, 2017 i Stockholm och 2018 i Ronneby.
Vinstsviten 2011-13 belönades med Sveriges Schackförbunds utmärkelse schack-Gideon.
Hans Tikkanen erhöll stormästartiteln 2010.
Han spelade för Sverige i Schackolympiaden 2012 med totalt 6.5 poäng på 9 partier (+5, =3, −1). Det svenska laget slutade på en 16:e plats.
Tikkanen spelade för Sverige även i schack-OS 2014 i Tromsø i Norge. Det svenska laget i öppna klassen hamnade inte lika högt upp i resultatlistan som två år tidigare. Nu blev det en 33:e plats. Hans Tikkanen tog totalt 4.5 poäng på 9 partier (+3 =3 –3).
På hemmaplan tog Hans Tikkanen hem totalsegern i Svenskt Grand Prix säsongen 2015/2016.
Han spelar numera för Lunds Akademiska Schackklubb. I den allsvenska säsongen 2010/2011 var han med och vann elitserien för Lunds Akademiska Schackklubb.